# Francesco Bartolozzi
Francesco Bartolozzi (25. september 1728 eller 1727 i Florens – 2. marts eller 7. marts 1813 i Lissabon) var en italiensk kobberstikker, tegner og forlægger.
Efter at have arbejdet i sit hjemland kom han 1764 til London, hvor han virkede indtil 1802, da han kaldtes til Lissabon; her døde han som akademidirektør.
I England blev Bartolozzi berømt og dannede skole, særlig ved sin punktér(crayon)-manér (crayonstik og punktérstik), som han udviklede til en høj grad af fuldkommenhed (Bartolozzis miniaturagtig fine teknik: stippled work).
Han var overordentlig produktiv; Bartolozzis biograf (Tuer) opregner således 2200 numre.